# Mauzens-et-Miremont
Mauzens-et-Miremont ist eine französische Gemeinde mit 290 Einwohnern (Stand: 1. Januar 2022) im Département Dordogne in der Region Nouvelle-Aquitaine. Sie gehört zum Arrondissement Sarlat-la-Canéda und zum Kanton Vallée de l’Homme.

## Geographie
Mauzens-et-Miremont liegt in der Landschaft Périgord, 40 Kilometer südöstlich von Périgueux. Das Gemeindegebiet wird im Osten vom Flüsschen Manaurie durchquert.

## Bevölkerungsentwicklung
| Jahr                       | 1962 | 1968 | 1975 | 1982 | 1990 | 1999 | 2006 | 2016 |
| Einwohner                  | 394  | 377  | 294  | 330  | 302  | 338  | 328  | 299  |
| Quellen: Cassini und INSEE |      |      |      |      |      |      |      |      |

## Sehenswürdigkeiten
- Kirche Saint-Martin